# Dominicuskerk (Amsterdam)
De Dominicuskerk is een neogotisch kerkgebouw aan de Spuistraat in Amsterdam. Zij werd als rooms-katholieke Parochiekerk van Sint-Dominicus gebouwd door Pierre Cuypers en bediend door de Dominicanen. De kerk maakt thans geen deel meer uit van de Katholieke Kerk, maar wordt gebruikt door de Dominicusgemeente en verhuurd.

## Ontstaan
De Sint-Dominicusstatie werd in 1621 gesticht door pater Henricus van der Merwe. Er werd gekerkt in een schuilkerk met de naam Het Stadhuys van Hoorn. In 1829 werd de schuilkerk - met een boven de pastorie gelegen kerkzaal - van een nieuwe voorgevel voorzien, die in 1844 bij een tweede grondige verbouwing door de Amsterdamse architect Robertus van Zoelen alweer door een volgende werd vervangen. De bij die gelegenheid in opdracht van pastoor Petrus Franciscus Sjoukes tevens vergrote kerk werd het jaar daarop ingewijd.

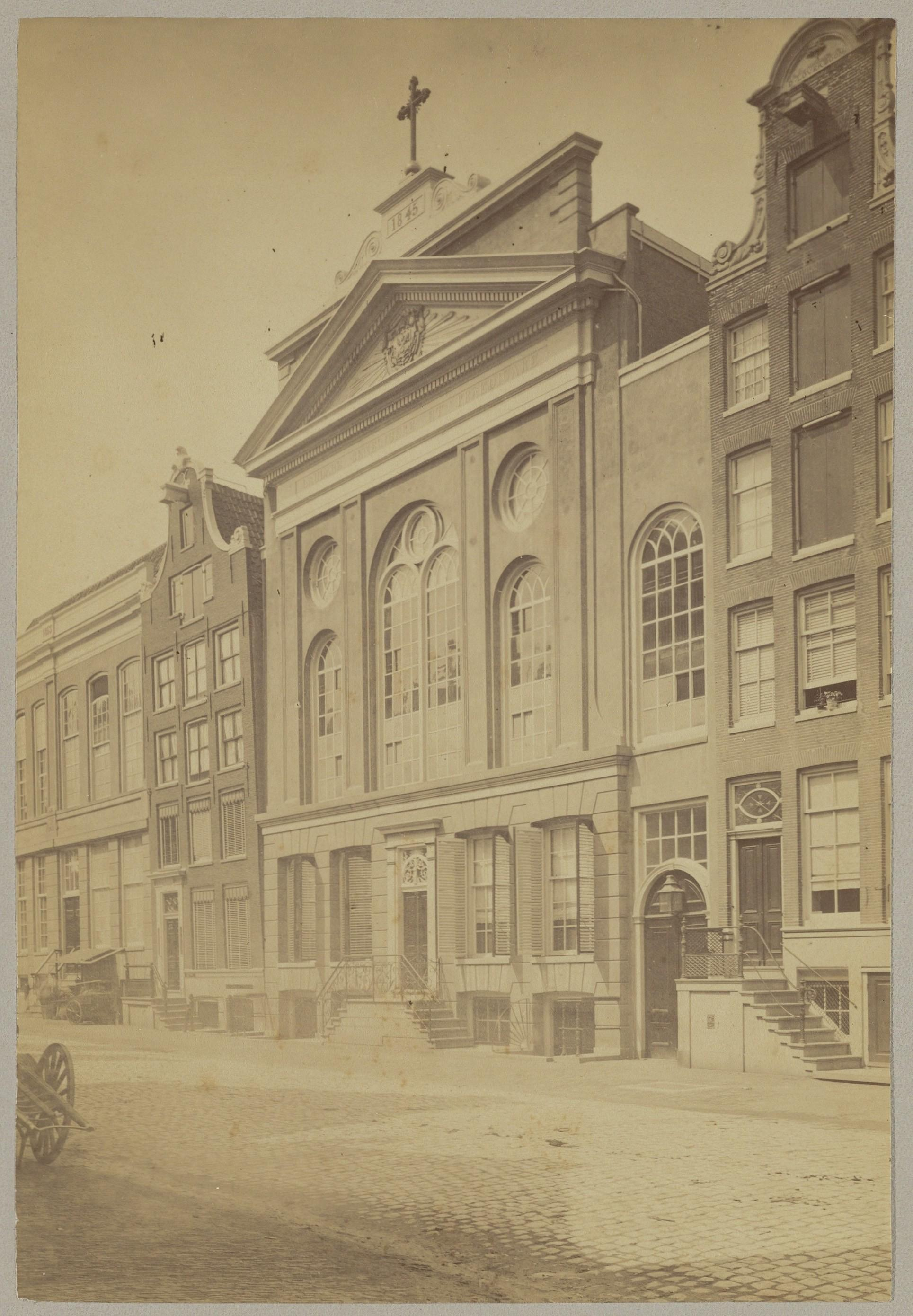
De voorganger van de Dominicuskerk rond 1875

Na het herstel van de bisschoppelijke hiërarchie in 1853 ging men plannen maken voor een grote kerk. Bouwpastoor H. Tielens O.P. gaf in 1878 aan architect Pierre Cuypers de opdracht om een kerk te ontwerpen. De kerk moest veel licht hebben. Het werd een driedelige kruisbasiliek. De kerk werd in 1893 voltooid en ingewijd door bisschop Bottemanne van Haarlem.

## Onvoltooide toren

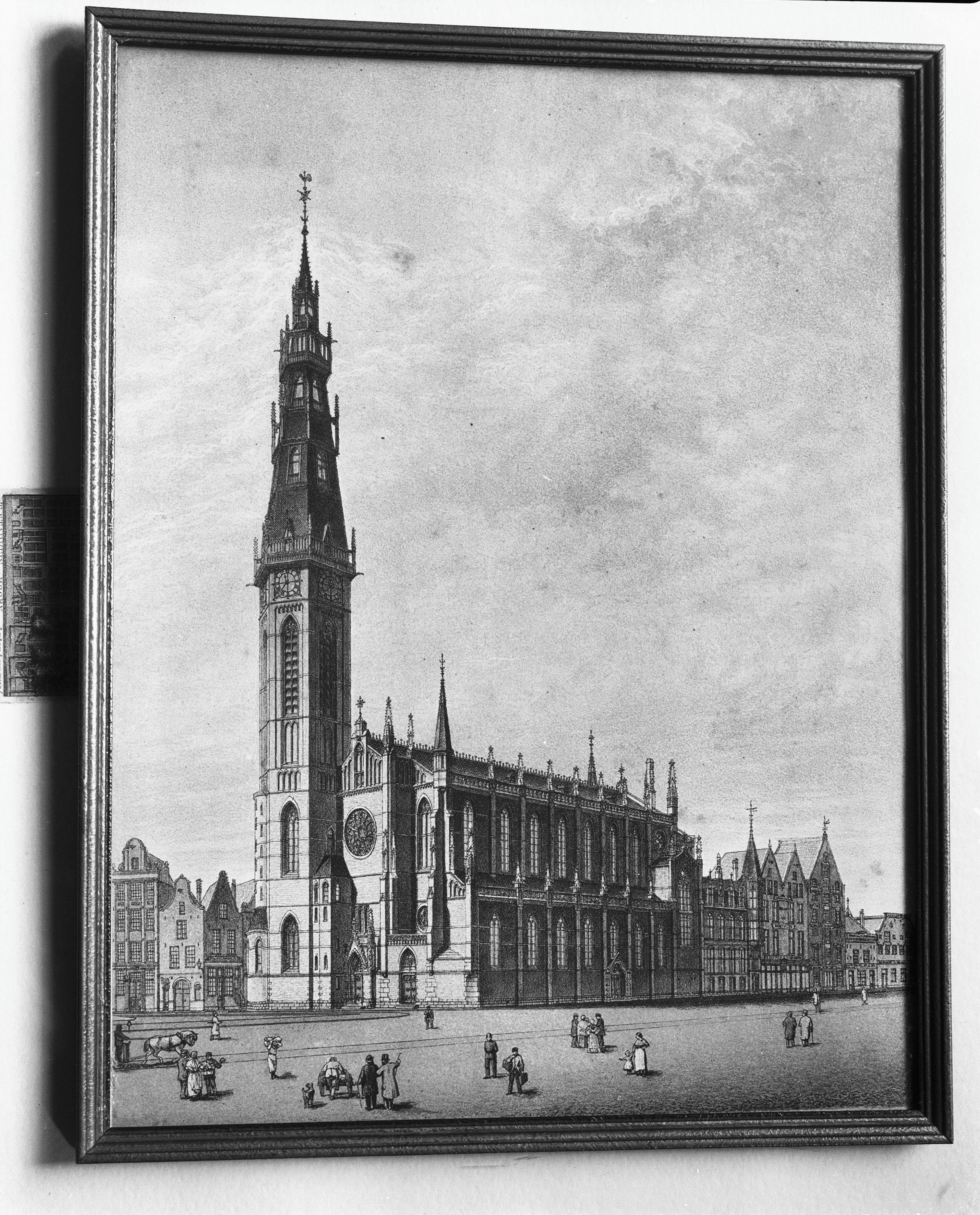
De kerk met de toren zoals oorspronkelijk door Cuypers ontworpen

Cuypers had voor deze kerk een toren van 85 meter hoogte ontworpen, even hoog als de Westertoren. Deze zou verrijzen op de hoek van de Korte Korsjespoortsteeg en de Teerketelsteeg, beiden zeer smalle straatjes, maar door zijn hoogte zou de toren vanaf de Spuistraat of het Singel goed zichtbaar zijn. De onderbouw van de toren was al in een vergevorderd stadium toen bekend werd dat de gemeente geen vergunning wilde verlenen voor voltooiing. De reden daarvan is onbekend. Uiteindelijk is de toren voor ongeveer een derde gerealiseerd, zodanig dat hij net niet boven het schip uitsteekt.

## Ontwikkelingen
De Dominicuskerk was de eerste kerk in Nederland van waaruit de mis via de radio werd uitgezonden. Pastoor Lambertus Perquin O.P. van de Sint-Dominicusparochie richtte hiervoor in 1925 de Katholieke Radio Omroep op.
In 1972 kwam de kerk op de monumentenlijst. In de jaren zestig en zeventig was de Sint-Dominicuskerk een belangrijke plaats van liturgische vernieuwing en experimenten. Uiteindelijk leidde dit tot een breuk met het Bisdom Haarlem en de katholieke Kerk, zodat de Dominicusgemeente thans zelfstandig door het leven gaat als een oecumenische gemeenschap die geïnspireerd is op de christelijke traditie.